# Curve

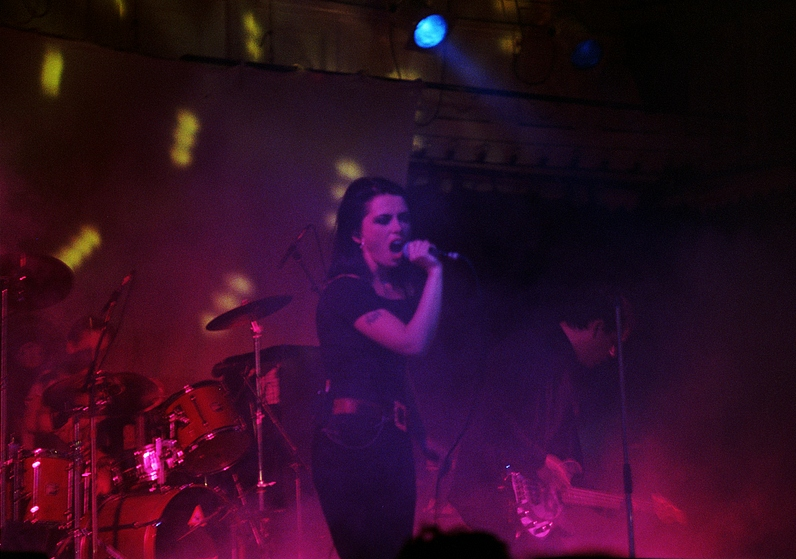
Występ Curve w Paradiso, Amsterdam 1992

Curve – brytyjska grupa muzyczna utworzona w 1990 roku przez wokalistkę Toni Holliday oraz gitarzystę i basistę Dean Garcia.
Muzykę Curve określa się jako rock alternatywny bądź shoegaze, także jako muzykę elektroniczną a nawet pop.

## Dyskografia

### Albumy
- Doppelgänger (1992)
- Cuckoo (1993)
- Come Clean (1998)
- Gift (2001)
- The New Adventures of Curve (2002; zrealizowany wyłącznie w Internecie)

### Kompilacje
- Pubic Fruit (1992)
- Radio Sessions (1993)
- Open Day at the Hate Fest (2001; zrealizowany wyłącznie w Internecie)
- The Way of Curve (2004)